# فرودگاه نکوچا
فرودگاه نکوچا (به انگلیسی: Necochea Airport) یک فرودگاه غیرنظامی با کد یاتا NEC است که یک باند فرود چمن دارد و طول باند آن ۷۹۹ متر است. این فرودگاه در کشور آرژانتین قرار دارد و در ارتفاع ۲۲ متری از سطح دریا واقع شده‌است.